# Compsura heterura
Compsura heterura är en fiskart som beskrevs av Eigenmann, 1915. Compsura heterura ingår i släktet Compsura och familjen Characidae. Inga underarter finns listade i Catalogue of Life.